# Psyche
Psyche — старейший американский научный журнал, посвящённый проблемам энтомологии и всестороннему исследованию насекомых, а также некоторых других групп членистоногих.
Основан в 1874 году.

## История
Журнал был основан Кэмбриджским энтомологическим клубом (Cambridge Entomological Club) в 1874 году. Энтомолог Сэмюэл Хаборд Скудер (Samuel Hubbard Scudder), позже ставший первым редактором журнала «Science», предложил издавать «Organ of the Cambridge Entomological Club» на его 4-м заседании. Первым редактором журнала стал Benjamin Pickman Mann. Первые статьи в основном освещали вопросы общей анатомии и биологии насекомых, а также давали библиографическое описание всех публикации в области энтомологии Северной Америки.
Среди первых авторов журнала были крупнейшие энтомологи, такие как Nathan Banks, Владимир Набоков, Уильям Мортон Уилер, Эдвард Осборн Уилсон, Ральф Чемберлин, Horace Donisthorpe, Bert Hölldobler, Robert R. Jackson, арахнологи Норман Платник, Arthur M. Chickering, Embrik Strand, Herbert Walter Levi.
В 1995—2000 годах журнал временно не выходил. В 2007 году издательство Hindawi Publishing Corporation возобновило публикацию журнала..

## Архив журнала (Online)
Почти все ранее изданные выпуски журнала (более 5000 статей) доступны в интернете в виде PDF-файлов.

## ISSN
- ISSN 0033-2615